# Orlando Letelier
Orlando Letelier del Solar (13 d'abril de 1932 - 21 de setembre de 1976) fou un polític i economista xilè, membre del govern de la Unitat Popular de Salvador Allende, assassinat a Washington DC per agents de l'extrema dreta cubana a les ordres de la dictadura d'Augusto Pinochet el 1976. Documents desclassificats als Estats Units semblen implicar també la CIA en aquests fets.
El 1971 va ser designat ambaixador de Xile als Estats Units pel president socialista Salvador Allende. Dos anys més tard, va ser nomenat ministre de Relacions Exteriors i després Ministre de Defensa.
Després del Cop d'estat de l'11 de setembre de 1973, que va dur Pinochet al poder, Letelier va ser detingut, torturat i enviat a una presó política a l'Illa Dawson, a l'Estret de Magallanes. Alliberat, es va exiliar a Washington el 1974, on va treballar per restaurar la democràcia a Xile.
Poc abans del seu assassinat, la dictadura li va retirar la nacionalitat xilena.

Letelier va morir en explotar una bomba col·locada sota el seu vehicle el 21 de setembre de 1976. En l'atemptat també va morir la col·laboradora nord-americana de Letelier, Ronni Moffit. Documents desclassificats dels Estats units proven que Pinochet va encarregar, Manuel Contreras el cap de la policia secreta, per assassinar-lo.

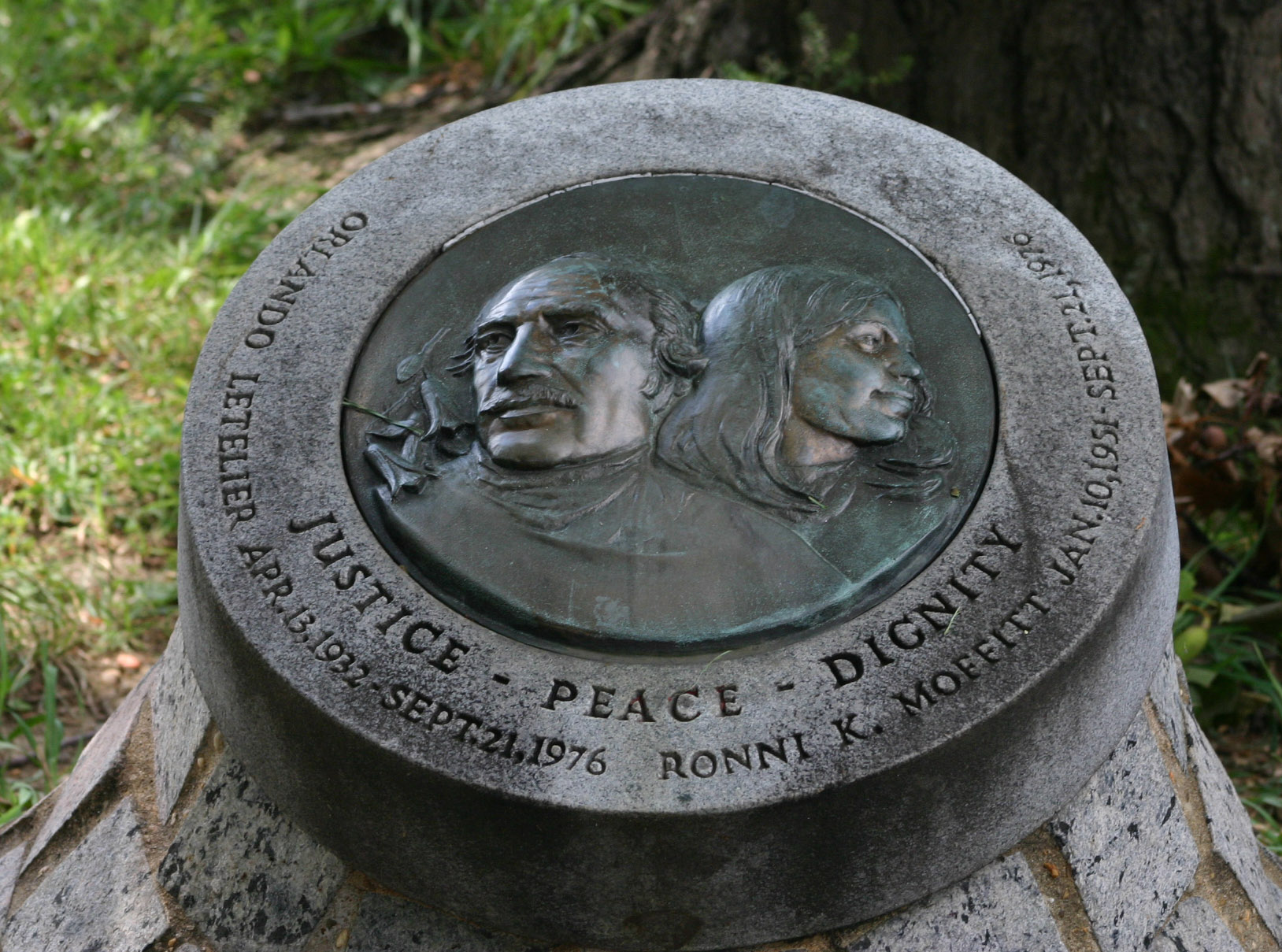
Memorial en honor de Letelier a la ciutat de Washington DC.

L'assassinat de Letelier formava part d'un esforç coordinat per les diverses dictadures militars d'Amèrica Llatina per intimidar i eliminar els seus opositors polítics. Aquesta xarxa de terrorisme d'estat, coneguda com a Operació Còndor, era integrada pels règims dictatorials del Brasil, Argentina, Xile, Paraguai, Uruguai i Bolívia. Tres d'aquests règims -els de l'Uruguai, Argentina i Xile- van començar a assassinar figures de l'oposició exiliades a països estrangers durant la primavera de 1976, segons sembla amb el coneixement del govern dels Estats Units.
Diverses persones van ser processades i condemnades per l'assassinat. Entre ells Michael Townley, un nord-americà amb llaços propers a l'agència d'intel·ligència Xilena DINA, el general Manuel Contreras, antic cap de la DINA, i el general de brigada Pedro Espinoza.